# Naval Group

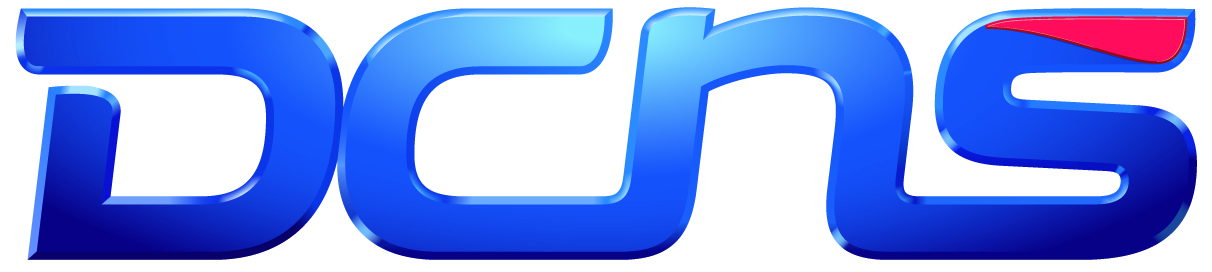
Původní logo DCNS

Naval Group (dříve DCNS – Direction Technique des Constructions Navales a Direction des Constructions Navales) je francouzský zbrojní koncern s 350letou tradicí, patřící k největším evropským loděnicím. Společnost je hlavním kontraktorem při vývoji a stavbě letadlových lodí, torpédoborců, fregat či jaderných ponorek. Jeho hlavním zákazníkem je francouzské námořnictvo.
Společnost původně nesla název DCN. Po sloučení DCN s francouzskou námořní divizí koncernu Thales v roce 2007 došlo ke změně názvu na DCNS. Francouzský stát získal 75 % akcií a Thales zbývajících 25 %. Společnost aktuálně zaměstnává 12 000 lidí a má tržby ve výši 2,4 miliard euro. V roce 2017 společnost změnila své jméno na Naval Group.
V roce 2020 začal fungovat společný joint venture podnik Naval Group a italské loděnice Fincantieri, pojmenovaný Naviris. Vedení podniku sídlí v Janově a pobočku má ve francouzském Ollioules.

## Produkty

### Ponorky

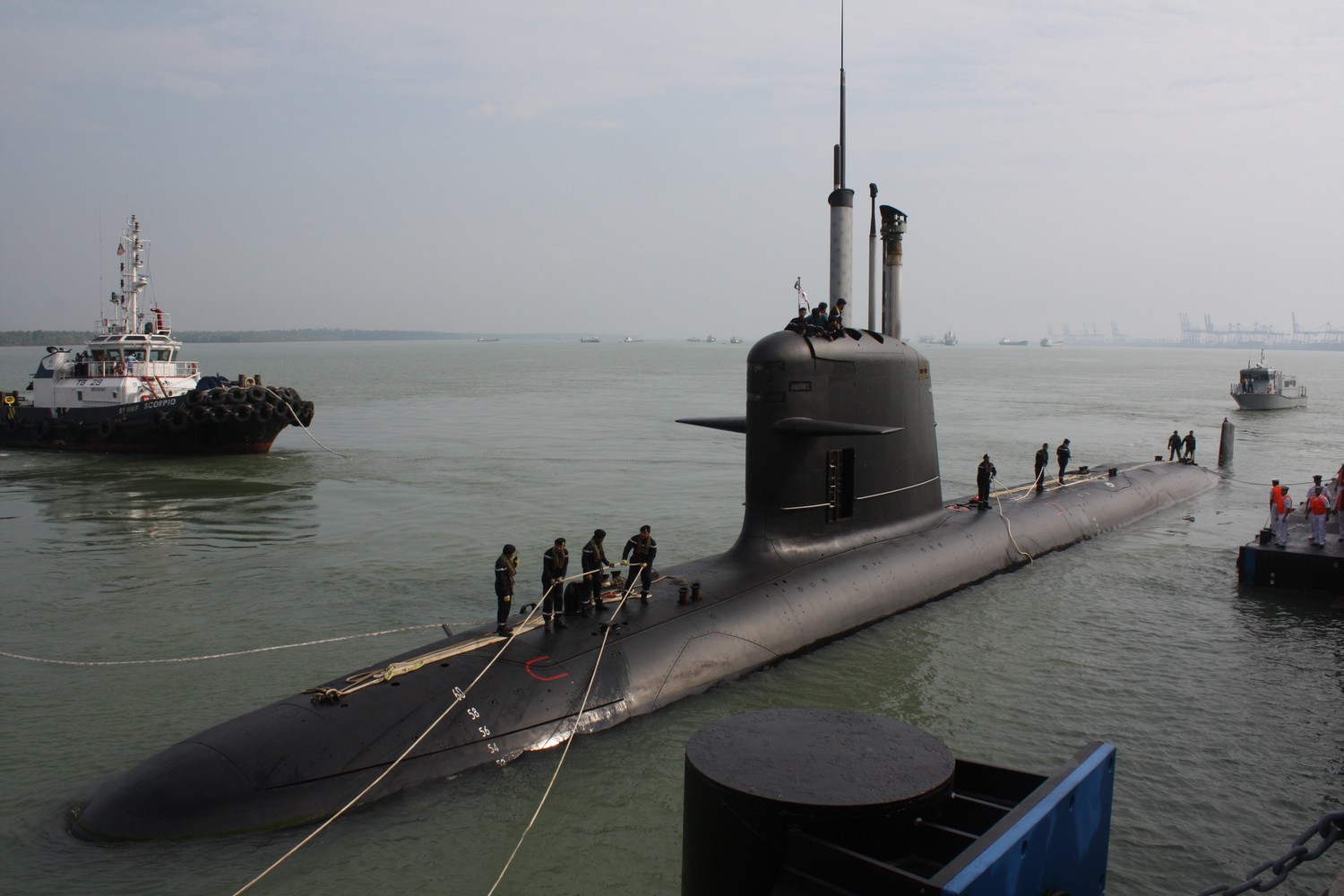
Ponorka třídy Scorpène

- Třída Agosta
- Třída Scorpène
- Třída Rubis
- Třída Suffren
- Třída La Redoutable
- Třída Le Triomphant

### Fregaty a korvety

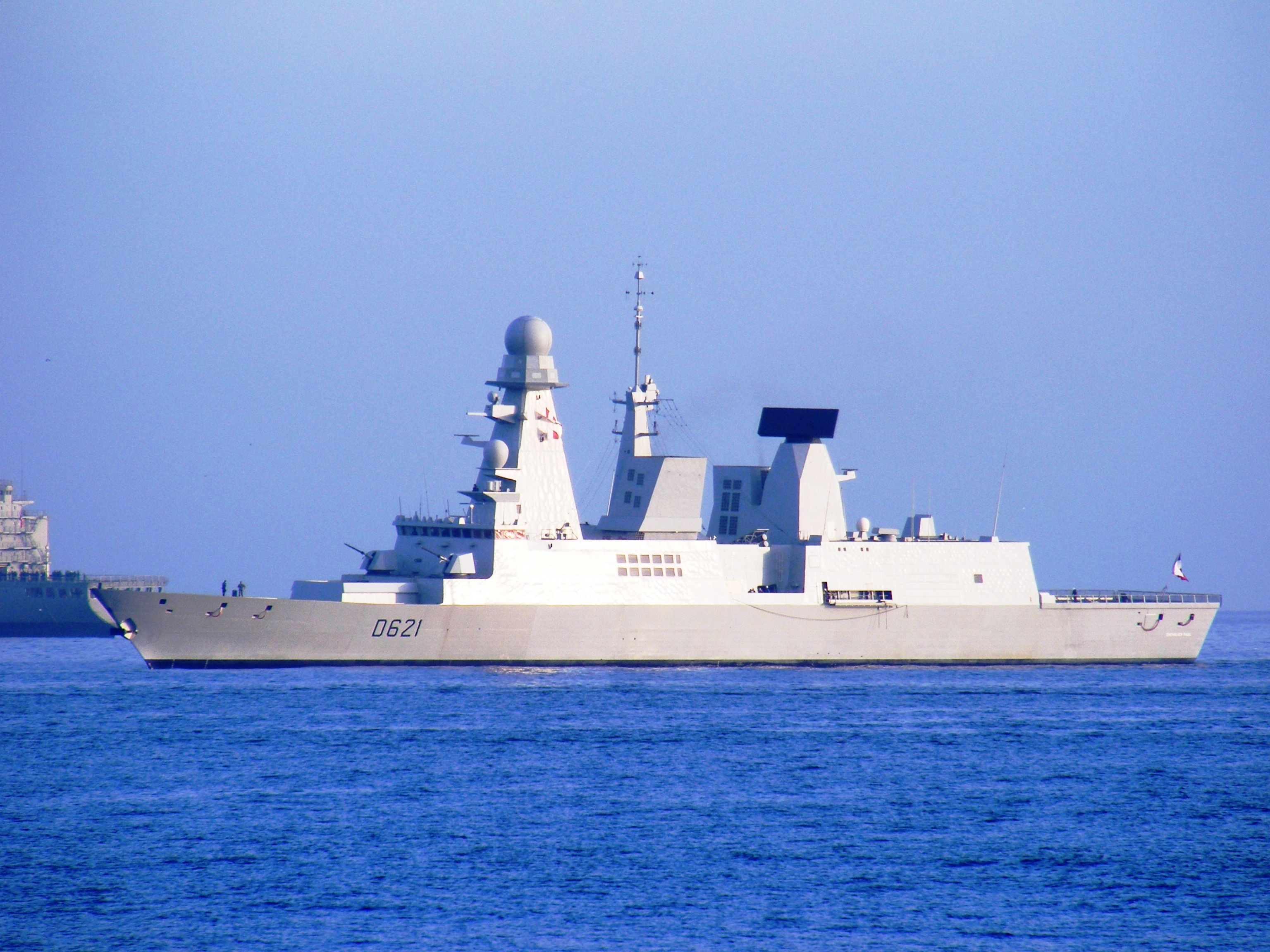
Fregata třídy Horizon

- Třída La Fayette
- Třída Formidable
- Třída Horizon
- Třída FREMM
- Třída Gowind

### Letadlové lodě
- Charles de Gaulle

### Výsadkové lodě
- Třída Mistral

### Oceánské hlídkové lodě
- Patrouilleur Océanique (PO) – 10 oceánských hlídkových lodí, které v letech 2025–2029 nahradí třídy D'Estienne d'Orves a Flamant[6]